# Station Leusden
Station Leusden is een voormalig spoorwegstation in de provincie Utrecht. Het werd op 15 februari 1886 geopend voor het reizigersvervoer.
Leusden was een halteplaats, waar de trein alleen op verzoek stopte. Het verschil met Station De Haar was, dat de Haar een halte aan de vrije baan was en Leusden niet. Er werd in 1922 (toen de spoorlijn tussen Amersfoort en Station Woudenberg-Scherpenzeel werd verdubbeld) blokstelsel-3 in dienst gesteld, en Leusden werd een blokpost. De Halte kreeg aan beide zijden een perron met Abri en plaatskaartenkantoor. De Halte kwam op de plaats bij wachterswoning 44. Hier woonde de Blokwachter met zijn echtgenote die als wachteres werkte en ook de plaatskaarten verkocht. Leusden kreeg een sein en handelinrichting met blokkast om voor beide richtingen een bloksein te bedienen. De blokkast werd ingericht voor blokstelsel-3 voor de blokbeveiliging met Woudenberg-Scherpenzeel en met Amersfoort.
Op 15 mei 1926 werd Leusden gesloten als opstapplaats en werden de halteinrichtingen verwijderd. Alleen de Seininrichting met blokkast voor de blokseinen en vensterverwisselingen bleven. Maar er kwam wel een spooraansluiting met de Coöp Handelsvereniging Leusden en omstreken. Na het opbreken van het tweede spoor werd deze aangesloten aan het overgebleven hoofdspoor. In 1971 werd de aansluiting weer opgebroken.
Iets verderop werd in 1966 een omloopspoor met losweg aangelegd voor de aanvoer van nieuwe auto's voor de Volkswagen-Audi importeur Nederland de Fa. Pon. In 1972 werden een wisselverbinding en een wissel met een kopspoor gelegd.
Het haltegebouw is tegenwoordig als woning in gebruik en staat aan de Hamersveldseweg aan de zuidkant van Leusden. Het loket bevond zich in de kleine aanbouw die op de foto te zien is. 
21: Kesteren ·
24: Rhenen ·
31: Veenendaal Centrum ·
33: Veenendaal West ·
36: De Haar ·
41: Woudenberg-Scherpenzeel ·
45: Leusden ·
50: Amersfoort Staat ·
51: Amersfoort
Abcoude · 
Amersfoort:
-Centraal · 
-Schothorst · 
-Vathorst · 
Baarn · 
Bilthoven · 
Breukelen · 
Bunnik · 
Den Dolder · 
Driebergen-Zeist · 
Hoevelaken · 
Hollandsche Rading ·
Houten · 
-Castellum · 
Leerdam · 
Maarn · 
Maarssen · 
Rhenen · 
Soest · 
-Zuid · Soestdijk · 
Utrecht:
-Centraal · 
-Leidsche Rijn · 
-Lunetten · 
-Maliebaan · 
-Overvecht · 
-Terwijde · 
-Vaartsche Rijn · 
-Zuilen · 
Veenendaal: 
-Centrum · 
-West · 
Vleuten · 
Woerden
Voormalige stations: zie de lijst van voormalige spoorwegstations in Utrecht